# Xerifado do Kuwait
Xerifado do Kuwait (em inglês:  Sheikhdom of Kuwait, em árabe: مشيخة الكويت Mshīkha al-Kuwayt) foi um xerifado que obteve a independência do Emirado de Al Hasa no ano de 1752. O xerifado tornou-se um protetorado britânico entre 1899 e 1961 após o acordo anglo-kuwaitiano de 1899, que foi assinado entre o xeque Mubarak Al-Sabah e o governo britânico na Índia devido a graves ameaças à independência do Kuwait pelo Império Otomano.